# Cornell Borchers
Gerlind Cornell Borchers (Šilutė, 16 de março de 1925 - Baviera, 12 de maio de 2014) foi uma atriz e cantora alemã. Ela é mais lembrada por seus papéis ao lado de Montgomery Clift em The Big Lift e Errol Flynn e Nat King Cole em Istanbul. Cornell ganhou um BAFTA Film Award na categoria de Melhor Atriz Estrangeira pelo filme The Divided Heart (1954).

## Filmografia
- Anonymous Letters (1949) .... Cornelia
- Martina (1949) .... Irene
- Unknown Sender (1950) .... Dr. Elisabeth Markert
- 0 Uhr 15 Zimmer 9 (1950) .... Maria Mertens
- The Big Lift (1950) .... Frederica Burkhardt (também performer: "Vielleicht" e "In einem kleinen Café in Hernals")
- The Lie (1950) .... Ellen
- Die Tödlichen Träume (1951) .... Angelika / Inez / Lisette / Maria
- Immortal Light (1951) .... Michèle Printemps
- Das Ewige Spiel (1951) .... Marie Campenhausen
- Dark Eyes (1951) .... Helene Samboni
- Adventure in Vienna (1952) .... Karin Manelli
- House of Life (1952) .... Dr. Elisabeth Keller
- School for Marriage (1954) .... Regine
- Maxie (1954) .... Nora
- The Divided Heart (1954) .... Inga
- Oasis (1955) .... Karine Salstroem
- The Dark Wave (1956) .... Herself
- Never Say Goodbye (1956) .... Lisa Gosting ((também intérprete: "For the First Time")
- Rot ist die Liebe (1957) .... Rosemarie
- Istanbul (1957) .... Stephanie Bauer / Karen Fielding
- Flood Tide (1958) .... Anne Gordon
- Arzt ohne Gewissen (1959) .... Harriet Owen (último papel no cinema)